# Förskolebuss

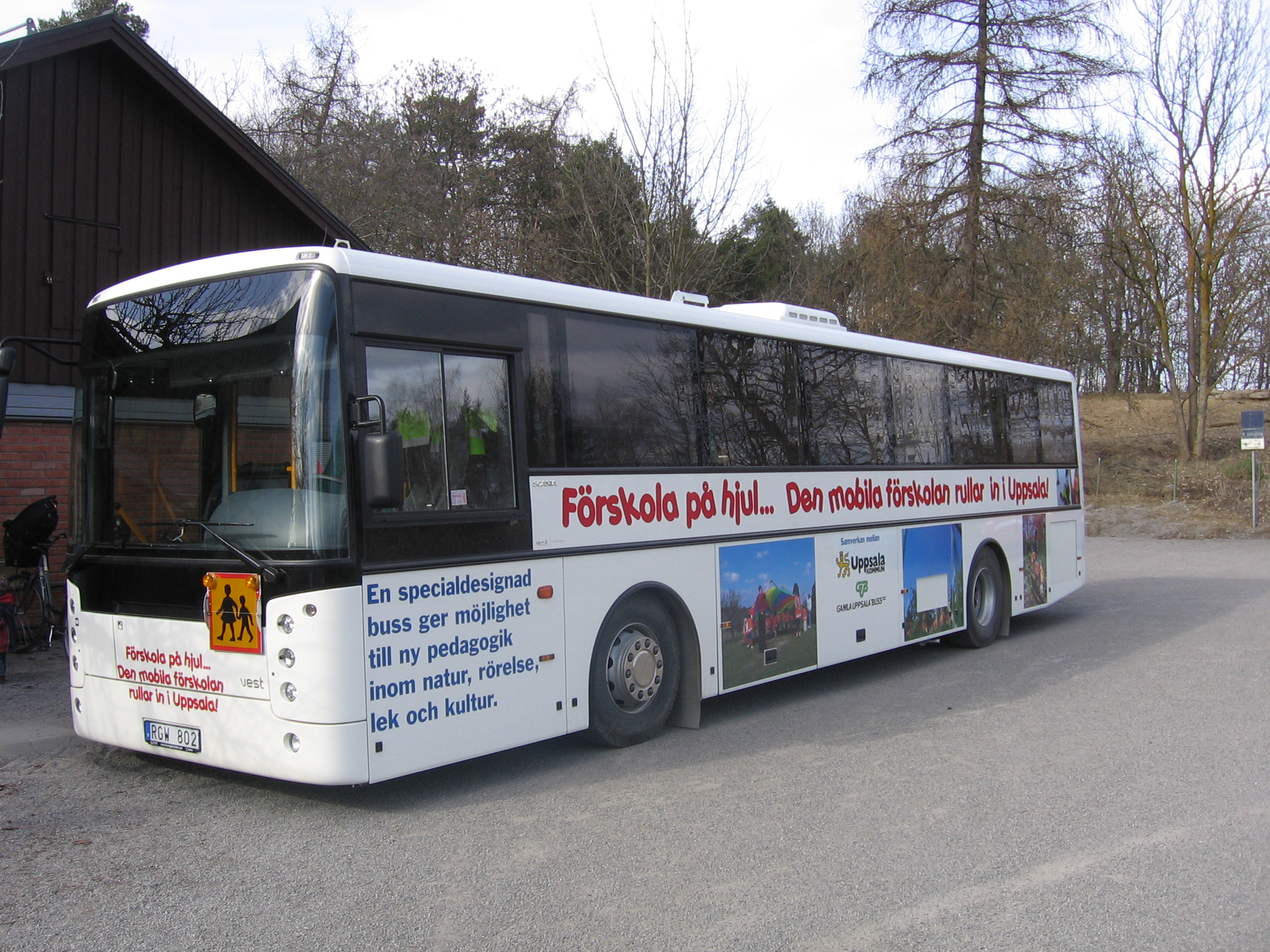
Förskolebussen Maja i Uppsala, tillverkad 2009 av Vest Buss på Scania K230-chassi.

En förskolebuss är en mobil förskola där verksamheten bedrivs i en buss. Verksamheten kan bedrivas som ett komplement till fast förskola eller en egen avdelning som helt utgår från bussen. Konceptet med förskolebussar introducerades i Sverige 2007 av företaget Helianthus AB som hämtat idén från Danmark.
I Sverige finns förskolebussar bland annat i Uppsala, Stockholm, Huddinge, Södertälje, Nyköping och Lund.